# Municipio de Washington (condado de Wayne, Indiana)
El municipio de Washington (en inglés: Washington Township) es un municipio ubicado en el condado de Wayne en el estado estadounidense de Indiana. En el año 2010 tenía una población de 1436 habitantes y una densidad poblacional de 13,18 personas por km².

## Geografía
Según la Oficina del Censo de los Estados Unidos, tiene una superficie total de 108.98 km², de la cual 107,74 km² corresponden a tierra firme y (1,13 %) 1,23 km² es agua.

## Demografía
Según el censo de 2010, había 1436 personas residiendo. La densidad de población era de 13,18 hab./km². De los 1436 habitantes, estaba compuesto por el 98,75 % blancos, el 0,21 % eran afroamericanos, el 0,49 % eran amerindios, el 0,07 % eran de otras razas y el 0,49 % eran de una mezcla de razas. Del total de la población el 1,04 % eran hispanos o latinos de cualquier raza.